# Francesca Bosch Bauçà
Francesca Bosch Bauçà (Palma, 1932 - 1992) és una política mallorquina.

## Biografia
Va néixer a Palma el 25 d'agost de 1932. Son pare, Jaume Bosch Alemany, era fill d'un emigrant que havia fet fortuna a Cuba, que treballà com oficial de màquines de la marina mercant i durant la Guerra Civil va ser militaritzat per l'exèrcit de Franco. Sa mare, Isabel Bauçà Anckermann, procedia d'una família il·lustrada (parent dels pintors Joan Bauçà i Ricard Anckermann). Va estudiar en el col·legi Sagrat Cor. El 1953 es va casar amb Gabriel Bassa Prats, amb el qual es va separar el 1962. Va tenir tres fills. A principis de la dècada dels seixanta es va vincular a Acció Catòlica.

## Incorporació al Partit Comunista
En la seva vinculació al Partit Comunista la va influir Antoni Llodrà Talladas, antic militant d'Esquerra Republicana Balear, que li va presentar Guillem Gayà Nicolau, aleshores màxim dirigent local del partit. Bosch es va incorporar al Comitè Provincial. El 1971 es va constituir un secretariat permanent integrat pel periodista Antoni Maria Thomàs Andreu, l'advocat Ignasi Ribas Garau i Francesca Bosch. Mesos després Francesca Bosch va ser elegida secretària del Comitè Provincial. L'agost de 1975 es va incorporar al Comitè Central del PCE. Va contribuir activament a la implantació del partit i al desenvolupament de la seva política, amb la creació de la Mesa Democràtica de Mallorca (1972-1974) o la Junta Democràtica de les Illes (1974-1976).

## El Partit Comunista a la transició del franquisme
El 2 de juliol de 1976 va participar a Palma en el primer míting del partit comunista tolerat a tot l'estat espanyol. A la IIIª Conferència del PCE a les Balears, celebrada a Formentera, es varen fer presents dues tendències, una que feia més incidència en la democràcia interna i l'elaboració d'un projecte nacional arrelat a les illes, i la línia oficialista, fidel a Santiago Carrillo, que encapçalà Francesca Bosch. Bosch va liderar la candidatura del PCE al Congrés dels Diputats a les eleccions del 15 de juliol de 1977, que va obtenir el 4,38 % dels vots. Aquests resultats esperonejaren el sector renovador, fent que el 1978 Bosch fos substituïda per Josep Valero, passant el partit a denominar-se Partit Comunista de les Illes Balears. A les eleccions municipals i preautonòmiques de 1979 obtingueren representació a Ciutat i a les localitats més importants, a més dels Consells Insulars de Mallorca i Menorca, i el Consell General Interinsular.

## La darrera etapa
En la crisi interna del PCE, Francesca Bosch va prendre partit pel sector més ortodox i abandonà el PCE participant el 1984 en la fundació del Partit dels Comunistes de Balears vinculat al Partit Comunista dels Pobles d'Espanya, col·laborant amb l'Ateneu Popular Aurora Picornell. Va morir el 27 de novembre de 1992. El seu enterrament va ser multitudinari. L'Ajuntament de Palma li va dedicar un carrer en el barri del Pil·larí.